# Campionato mondiale maschile di pallacanestro Under-19 2003
Il campionato mondiale maschile di pallacanestro Under-19 2003 si è svolto a Salonicco in Grecia, dal 10 al 20 luglio 2003. Si è trattato della 7ª edizione della manifestazione, vinta per la prima volta dall'Australia.

## Squadre partecipanti
- Argentina
- Australia
- Angola
- Cina
- Corea del Sud
- Croazia
- Grecia
- Iran

- Lituania
- Malaysia
- Nigeria
- Porto Rico
- Slovenia
- Turchia
- Venezuela
- Stati Uniti

## Risultati

### Fase finale
|  | Semifinali | Semifinali | Semifinali |          |           | Finale          | Finale          | Finale          |  |
|  |            |            |            |          |           |                 |                 |                 |  |
|  | Australia  | Australia  | 97         |          |           |                 |                 |                 |  |
|  | Australia  | Australia  | 97         |          |           |                 |                 |                 |  |
|  | Croazia    | Croazia    | 84         |          |           |                 |                 |                 |  |
|  | Croazia    | Croazia    | 84         |          | Australia | Australia       | 126             |                 |  |
|  |            |            |            |          | Australia | Australia       | 126             |                 |  |
|  |            |            | Lituania   | Lituania | 92        |                 |                 |                 |  |
|  | Lituania   | Lituania   | Lituania   | Lituania | 92        | 75              |                 |                 |  |
|  | Lituania   | Lituania   |            |          |           | 75              |                 |                 |  |
|  | Grecia     | Grecia     | 72         |          |           | Finale 3º posto | Finale 3º posto | Finale 3º posto |  |
|  | Grecia     | Grecia     | 72         |          |           |                 |                 |                 |  |
|  |            |            |            |          |           |                 |                 |                 |  |
|  |            |            |            |          |           | Croazia         | Croazia         | 64              |  |
|  |            |            |            |          |           | Croazia         | Croazia         | 64              |  |
|  |            |            |            |          |           | Grecia          | Grecia          | 73              |  |

## Classifica finale
| Campione del Mondo | Campione del Mondo | Campione del Mondo | Campione del Mondo |
| --- | ------------------ | --- | ------------------ |
| Australia under 194 Bogut, 5 Martin, 6 Robbins, 7 Marković, 8 Selwood, 9 Bruce, 10 Janev, 11 Marić, 12 Harris, 13 Newley, 14 Knight, 15 Carter, All. - |                    | |                    |
| Argento | Lituania           | Lituania under 194 Pečiukaitis, 5 Babrauskas, 6 Mačiulis, 7 Jomantas, 8 Lekavičius, 9 Prekevičius, 10 Dabkus, 11 Kleiza, 12 Maceina, 13 Jankūnas, 14 Joneliūnas, 15 Šilinskis, All. -                |                    |
| Bronzo | Grecia             | Grecia under 194 Sourlīs, 5 Xanthopoulos, 6 Koupidīs, 7 Vasileiadīs, 8 Apostolidīs, 9 Theos, 10 Šakota, 11 Perperoglou, 12 Maurokefalidīs, 13 Vasilopoulos, 14 Vougioukas, 15 Schortsianitīs, All. - |                    |
| 4. | Croazia            | Croazia under 194 Perić, 5 Kralj, 6 Filipović, 7 Kedžo, 8 Markota, 9 Tomas, 10 Ukić, 11 Pašalić, 12 Previšić, 13 Banić, 14 Kaštropil, 15 Novačić, All. -                                             |                    |
| 5. | Stati Uniti        | Stati Uniti under 194 Watson, 5 D. Brown, 6 Williams, 7 Shakur, 8 Redick, 9 Ager, 10 Pittsnogle, 11 Alexander, 12 Hollins, 13 G. Brown, 14 Burgess, 15 Davis, All. Ernie Kent                        |                    |
| 6. | Porto Rico         | Porto Rico under 194 Ramos, 5 Barea, 6 Verdejo, 7 Vega, 8 Orta, 9 Rosas, 10 López, 11 Orozco, 12 Vassallo, 13 Hernández, 14 Colón, 15 Sánchez, All. -                                                |                    |
| 7. | Slovenia           | Slovenia under 194 Močnik, 5 D. Lorbek, 6 Košir, 7 Šmigić, 8 Fon, 9 Bajramlić, 10 Mali, 11 Zagorac, 12 Urbanc, 13 Sebič, 14 Rizvić, 15 E. Lorbek, All. -                                             |                    |
| 8. | Turchia            | Turchia under 194 Pastal, 5 Kaya, 6 Demirel, 7 Atsür, 8 Kaçaniku, 9 Topaloğlu, 10 Kutruza, 11 Göktug Ezel, 12 Daloglu, 13 Koroğlu, 14 Saygın, 15 Beyaz, All. -                                       |                    |
| 9. | Venezuela          | Venezuela under 194 Marriaga, 5 J. Urbina, 6 Cedeño, 7 B. Urbina, 8 Centeno, 9 Palacios, 10 Urdaneta, 11 Santos, 12 Quintero, 13 Parra Graterol, 14 Briceno, 15 Hernández, All. -                    |                    |
| 10. | Argentina          | Argentina under 194 Alloatti, 5 Muruaga, 6 Rodríguez, 7 Mainoldi, 8 Figueroa, 9 Ingrata, 10 Treise, 11 Sandes, 12 Zago, 13 Fioretti, 14 Weigand, 15 Chami, All. -                                    |                    |
| 11. | Nigeria            | Nigeria under 194 Adepoju, 5 Odia, 6 Ogunsola, 7 Usman, 8 Alayande, 9 Ejike, 10 Tat, 11 Ibikunle, 12 Gumut, 13 Echefu, 14 Soroye, 15 Ugboaja, All. -                                                 |                    |
| 12. | Corea del Sud      | Corea del Sud under 194 Cha, 5 Jeong Y., 6 Lee G., 7 Kim T., 8 Yang, 9 Kim J., 10 Jeong B., 11 Lee Y., 12 Im, 13 Yun, 14 Ham, 15 Ha, All. Go Nam-ho                                                  |                    |
| 13. | Angola             | Angola under 194 José Santos, 5 Neto, 6 Morais, 7 Manuel, 8 Michel Santos, 9 Alexandre, 10 João Maria, 11 Muquixe, 12 Bonifácio, 13 Mvumbi, 14 Barros, 15 Bunga, All. -                              |                    |
| 14. | Cina               | Cina under 194 Zhang Z., 5 Zhang Q., 6 Zhao, 7 Liu, 8 Meng, 9 Wang, 10 Chen, 11 Hu, 12 Yi L., 13 Yang, 14 Yi J., 15 Tang, All. -                                                                     |                    |
| 15. | Malaysia           | Malaysia under 194 Phang, 5 Cheong Y., 6 Chan, 7 Ahmad, 8 Sarjeet Singh, 9 Soo, 10 Ang, 11 Koo, 12 Ng, 13 Cheong J., 14 Lai, 15 Khor, All. -                                                         |                    |
| 16. | Iran               | Iran under 194 Foroughi, 5 Khabbazan, 6 Amini, 7 Baheran, 8 Beheshti, 9 Zamani, 10 Monavari, 11 Faridani, 12 Bagheri, 13 Sahakian, 14 Shamsaldin, 15 Rouzbahani, All. -                              |                    |